# Ignacy Kowalski
Ignacy Kowalski ps. Bolszewik, Boruta, Jan, Stary (ur. 4 grudnia 1896 w Zamościu, zm. 15 stycznia 1977 tamże) – polski działacz komunistyczny, burmistrz Zamościa (1945–1947).

## Życiorys
Syn Ignacego, do 1913 ukończył 6 klas gimnazjum w Zamościu i został uczniem aptekarskim. W sierpniu 1915 wcielony do rosyjskiej armii, w kwietniu 1916 wstąpił do SDPRR(b) w Bobrujsku, gdzie był sekretarzem żołnierskiej komórki partyjnej. Po rewolucji lutowej zwolniony z wojska. Od kwietnia 1917 do marca 1918 pracował na budowach w Homlu. Członek Rad Delegatów Robotniczych i Żołnierskich (RDRiŻ). Od wiosny 1918 działał w Zalesiu k. Kijowa. W sierpniu 1918 wrócił do Zamościa i wstąpił do PPS, jednak bardzo szybko został wydalony z partii za zbyt radykalne poglądy. Wstąpił do SDKPiL i organizował jej koła na Zamojszczyźnie. Członek RDR. 28 grudnia 1918 został sekretarzem Komitetu Rewolucyjnego powołanego do kierowania planowanym powstaniem komunistycznym w Zamościu, jednak już następnego dnia został aresztowany. W 1919 i 1920 kilkakrotnie aresztowany i więziony, a w kwietniu 1923 skazany na 3 lata więzienia; po zastosowaniu amnestii karę obniżono do 1,5 roku więzienia z zaliczeniem aresztu śledczego i 1 listopada 1923 został zwolniony. W KPRP/KPP działał do jej likwidacji w 1938, był kilkakrotnie zatrzymywany przez policję. Do 1928 był kierownikiem sklepów spożywczych, potem do 1939 pracował na budowach. Podczas okupacji pracował w gospodarstwie rolnym. 4 października 1939 zorganizował komunistyczną grupę konspiracyjną „Komuna i Wolność”. W lipcu 1944 wstąpił do PPR, przez kilka miesięcy był I sekretarzem Komitetu Miejskiego PPR w Zamościu, a 1945–1947 był burmistrzem Zamościa. Później pracował w przedsiębiorstwach budowlanych i handlowych w Zamościu i Lublinie. Od 1953 na rencie inwalidzkiej. 
Pochowany na Cmentarzu Katedralnym w Zamościu (sektor XIII-6-8264).

## Ordery i odznaczenia
- Krzyż Komandorski Orderu Odrodzenia Polski (28 kwietnia 1955)[2]